# Trayes

Trayes este o comună în departamentul Deux-Sèvres, Franța. În 2009 avea o populație de 132 de locuitori.